# Fairchild XNQ
El Fairchild XNQ (Model M-92) fue un entrenador estadounidense diseñado como entrenador primario estándar para la Fuerza Aérea de los Estados Unidos a finales de los años 40.

## Diseño y desarrollo
Diseñado por Fairchild Aircraft como reemplazo de los entrenadores primarios en uso, el XNQ-1 fue el más rápido entrenador primario en su momento. El Model M-92 presentaba una hélice de paso variable, flaps, tren de aterrizaje retráctil operado electrónicamente y recubrimiento totalmente metálico, con timón, alerones y elevadores  recubiertos de tela. Su cubierta de burbuja sin montantes proporcionaba a los instructores y alumnos sentados en tándem una buena visibilidad, y sus instrumentos de cabina se organizaron para que coincidieran con los de los cazas a reacción contemporáneos. Para ayudar a los alumnos a reconocer los controles, el mando del tren de aterrizaje tenía la forma de una pequeña rueda del tren, y el mando de los flaps tenía la forma de un perfil de un flap.

## Historia operacional

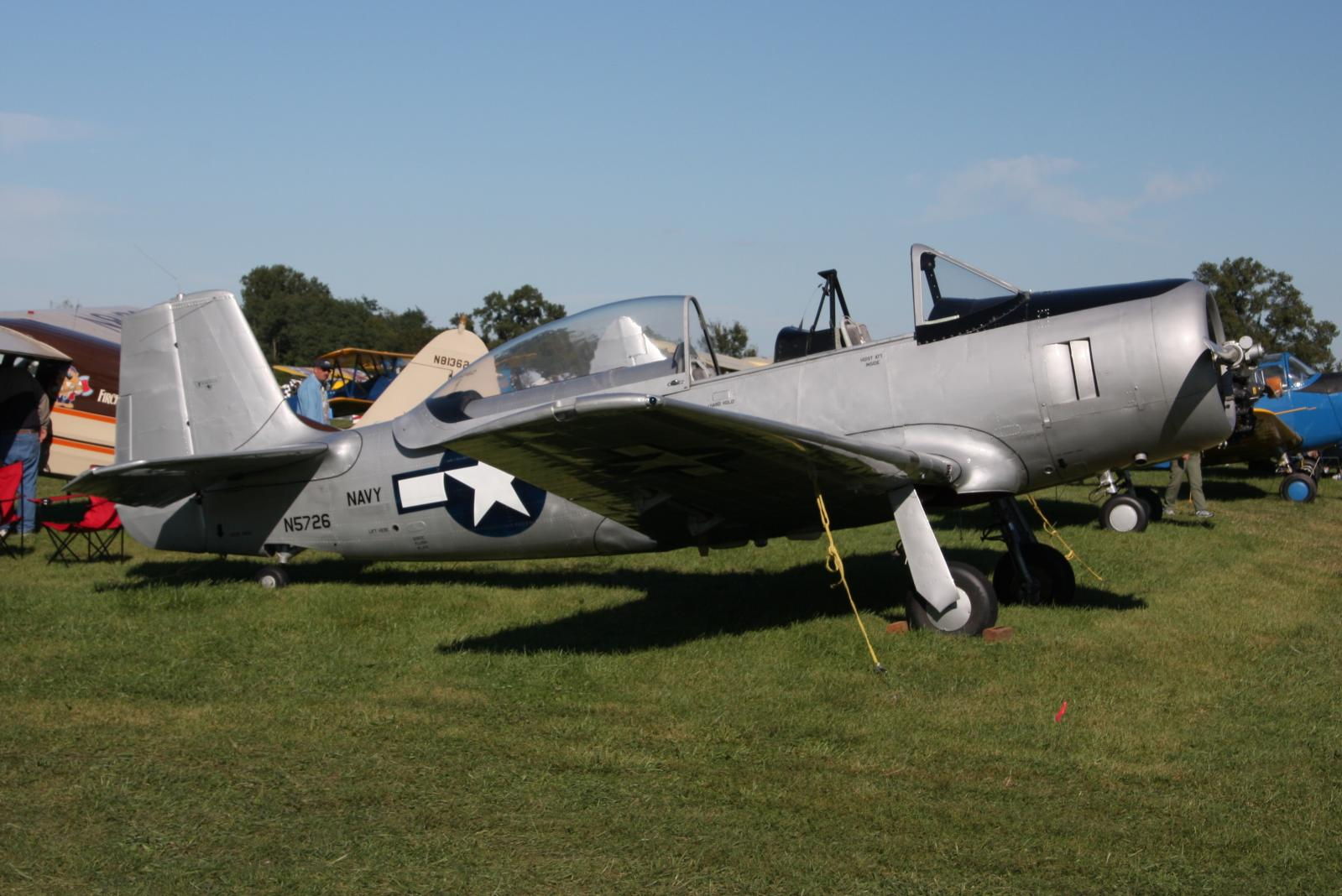
Fairchild XNQ-1 (N5726), en 2010.

El entrenador básico/avanzado XQN-1 fue desarrollado para la Armada de los Estados Unidos, y fue volado por primera vez por Richard Henson el 7 de octubre de 1946. Se construyeron tres prototipos, una célula de pruebas estructurales y dos prototipos volables. Los prototipos segundo y tercero volaron como XNQ-1 (BuNo. 75725 y 75726). Entregados a la Armada estadounidense en 1947 para la realización de pruebas, fueron rechazados debido a problemas con gases de escape que se filtraban a la cabina. El segundo prototipo recibió posteriormente una serie de cambios de motor, propulsado inicialmente por un Lycoming R-680-13 de 320 hp, y finalmente por un bóxer Lycoming GSO-580 de 350 hp. La aeronave resultó destruida en un accidente en 1950.
El tercer avión (BuNo. 75726), con un estabilizador mayor, fue evaluado por la USAF en 1949 como reemplazo del T-6, seleccionándolo el 24 de marzo del mismo año como entrenador primario. Diseñado para ser acrobático, para enseñar maniobras a los pilotos como entradas en pérdida, barrenas y toneles, Fairchild recibió un contrato de la USAF por 100 Model M-129 bajo la designación T-31A. Sin embargo, la orden fue cancelada en 1949, en favor del Beechcraft T-34 Mentor.
Fairchild abandonó los planes de desarrollar el diseño, ya que la compañía se centró en otros contratos de producción, que incluían el C-119 Flying Boxcar.

## Variantes
XNQ-1 (Model M-92)
Prototipo de entrenador primario para la Armada estadounidense, tres construidos.
T-31A (Model M-129)
Tercer XNQ-1 modificado, probado por la USAF.

## Operadores
Estados Unidos
- Armada de los Estados Unidos
- Fuerza Aérea de los Estados Unidos

## Supervivientes
La tercera aeronave, de propiedad privada, estaba todavía en el registro civil el 15 de enero de 2006, en condiciones de vuelo.

## Especificaciones
Referencia datos: Jane's all the World's Aircraft 1947

### Características generales
- Tripulación: Dos (alumno e instructor)
- Longitud: 8,51 m
- Envergadura: 12,62 m
- Altura: 2,7 m
- Peso vacío: 1349 kg
- Peso cargado: 1678 kg
- Planta motriz: 1× motor radial de nueve cilindros refrigerado por aire Lycoming R-680-13.
  - Potencia: 240 kW (320 hp)

### Rendimiento
- Velocidad máxima operativa (Vno): 282 km/h
- Alcance: 1537 km
- Techo de vuelo: 4900 m (16 000 pies)

### Desarrollos relacionados
- North American XSN2J
- Beechcraft T-34 Mentor
- Temco T-35 Buckaroo

### Secuencias de designación
- Secuencia Numérica (interna de Fairchild): ← 82 - 84 - 91 - 92 - 100 - 105 - 107 - 110 - 129 - 135 - 140 - 150 →
- Secuencia N_Q (Entrenadores de la Armada estadounidense, 1922-1946 (Fairchild, 1928-1962)): NQ
- Secuencia T-_ (Entrenadores estadounidenses, 1948-presente): T-28 - T-29 - T-30 - T-31 - T-32 - T-33 - T-34 →

### Listas relacionadas
- Anexo:Aeronaves de la Fuerza Aérea de los Estados Unidos (históricas y actuales)
- Anexo:Aeronaves militares de los Estados Unidos (navales)